# Veli Iž
Veli Iž ist ein Dorf auf der Insel Iž in der Gespanschaft Zadar in Kroatien. Veli Iž ist eine Ortschaft in den Kornaten.

## Lage und Einwohner
Das Dorf Veli Iž liegt an der Nordostküste der 17,6 km² großen Insel, gegenüber der Insel Ugljan. Zu Veli Iž gehört noch der Weiler Drage. Vorgelagert vor dem Hafen ist die kleine unbewohnte Insel Rutnjak. Im Dorf leben zurzeit 323 (2021) Menschen.  Genau 100 Jahre früher lebten im Dorf fünfmal mehr Menschen. 

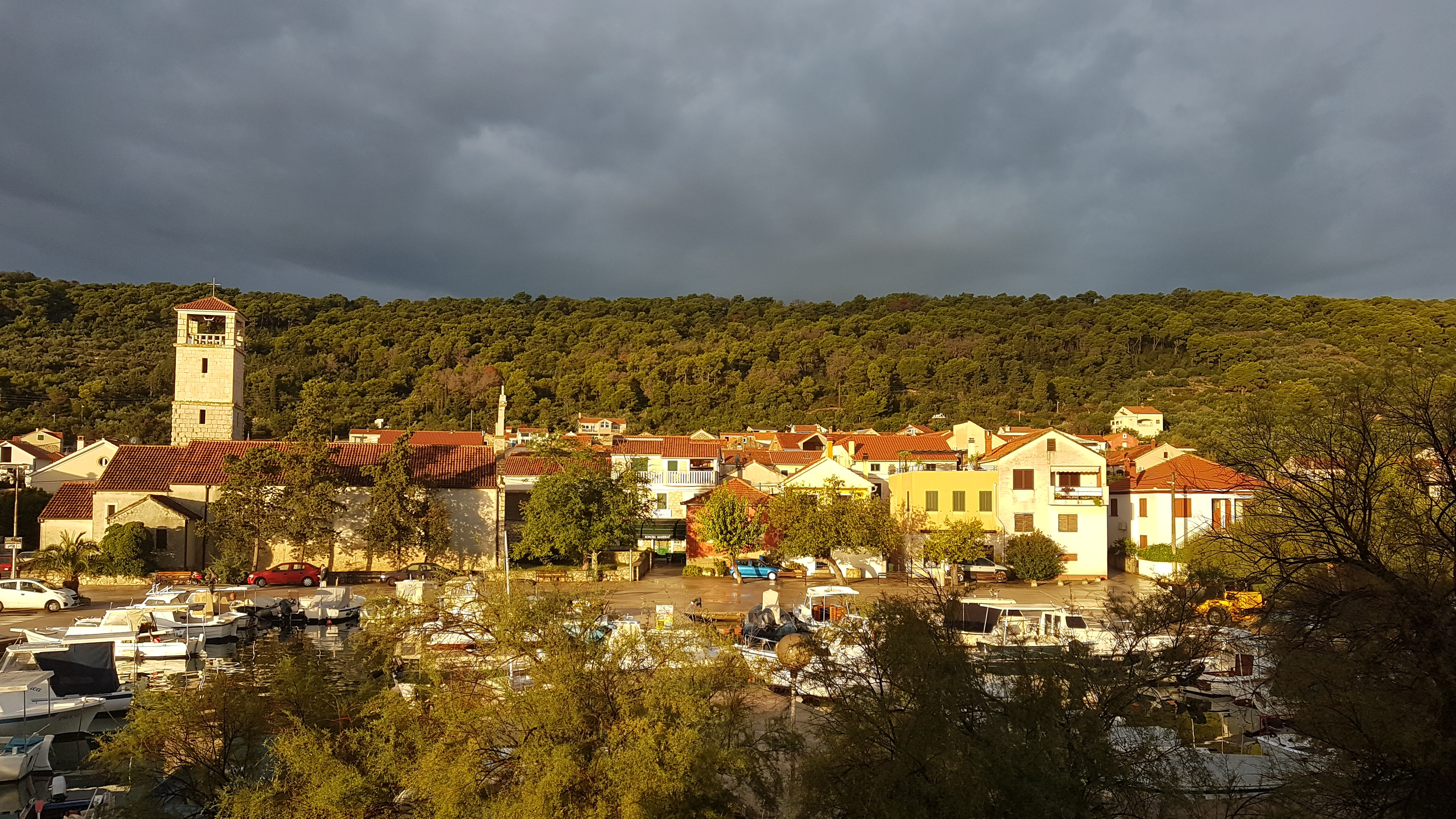
Im Dorfzentrum

### Verkehrsanbindung
Von Zadar aus bestehen mehrere Fährverbindungen, die von der Jadrolinija und der G&V Line Iadera betrieben werden. Eine Autofähre fährt den 6 km entfernten Hafen Bršanj an. In der Sommersaison fährt die Autofähre zweimal am Tag. In der Wintersaison nur alle zwei Tage. Eine Busverbindung der Liburnija (Linie 203) verbindet das Dorf mit der Autofährverbindung.

## Geschichte

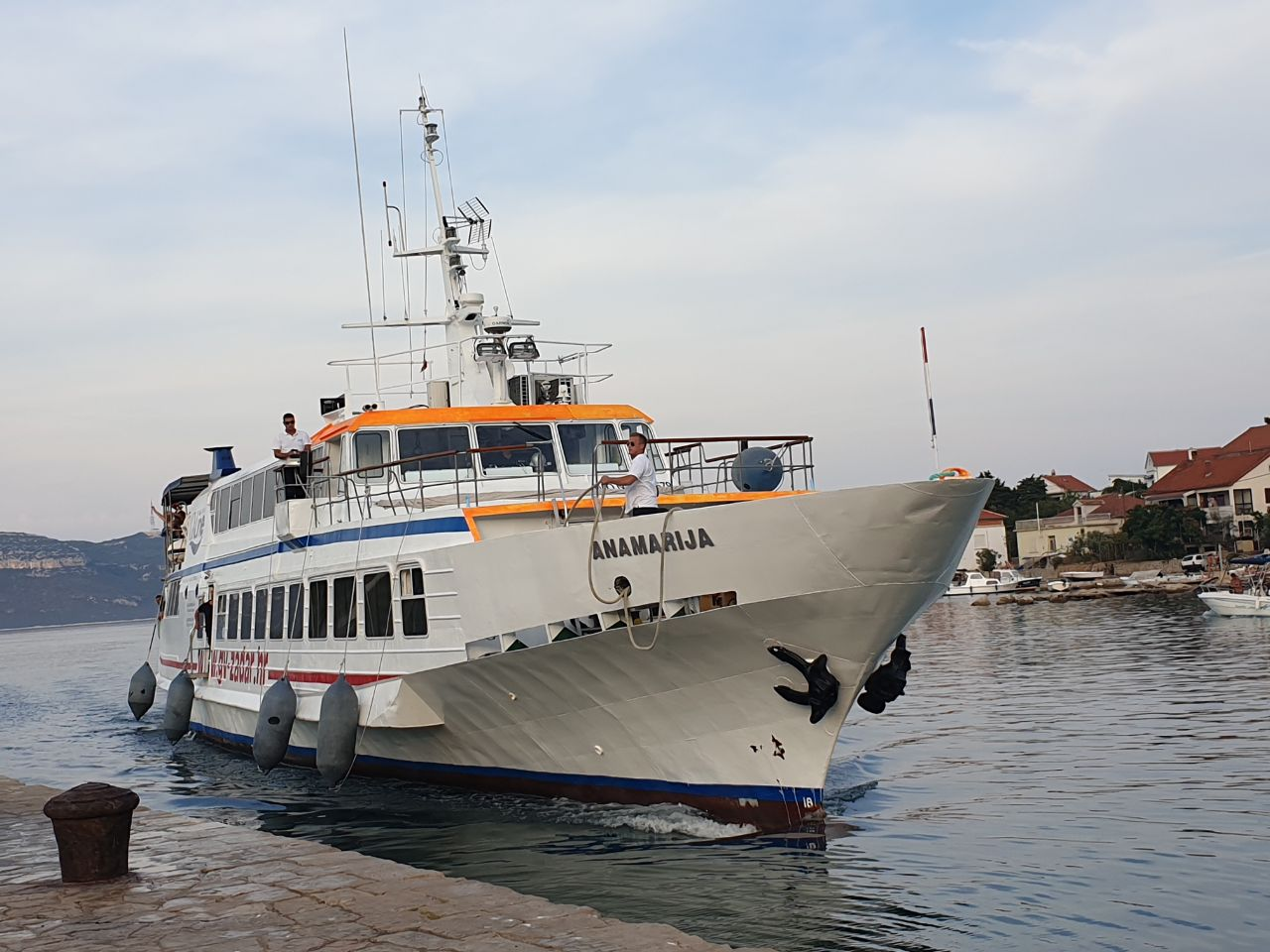
Ankunft der Anamarija

Seit frühester Zeit war die Insel von Menschen besiedelt. Das größere Veli Iž ist aber jünger als das von nur 215 Menschen (2011) bewohnte Mali Iž. Die Bewohner bauten Oliven und Wein an und betrieben Schafszucht. 1341 wurde die Pfarrei Petra i Pavla erstmals erwähnt. Ende des 18. Jahrhunderts wurde in Veli Iž die Schiffswerft gegründet. Gegen Ende des 19. Jahrhunderts wanderten viele Bewohner der Insel nach Nord- und Südamerika aus. Mit Geldern dieser Emigranten wurde 1927 ein kleines Theater, den Dom Kulture, für die zurückgebliebenen Einwohner erbaut. Dieser wird heute wieder vermehrt benutzt. 1969 entstand das bis heute einzige Hotel Korinjak. Alljährlich, Ende Juli, findet das Iška fešta mit der Königswahl statt. Diese uralte Tradition fand bis 1879 am 26. Dezember statt. Nun wird seit 1970 dieses Fest im Sommer als Touristenattraktion abgehalten.
Seit 1975 gibt es in Veli Iž ein kleines Ethnographisches Museum. Die aus über 750 Objekten bestehende Sammlung wurde mit Hilfe des Museums Zadar und aus gespendeten Gegenständen aus der Bevölkerung errichtet und spiegelt ein sehr gutes Bild über das Leben der Menschen in der Zeit um die Industrialisierung. Das Museum befindet sich im ehemaligen Sommerhaus der Adelsfamilie Fanfogna, aus dem 18. Jahrhundert, mitten im Dorf.
In Veli Iž befindet sich noch die einzige Töpferei der Insel, die Iška Keramika. Früher war die Insel die einzige an der dalmatinischen Küste die dieses Handwerk ausübte. Bis zu 30 Leute beschäftigten sich mit diesem Handwerk. Die Keramikware, Töpfe zur Aufbewahrung von Schafskäse und kleine Stövchen für die Fischer, war weitherum bekannt.

## Galerie

Veli Iž mit der kleinen Insel Rutnjak. Im Hintergrund Uglian
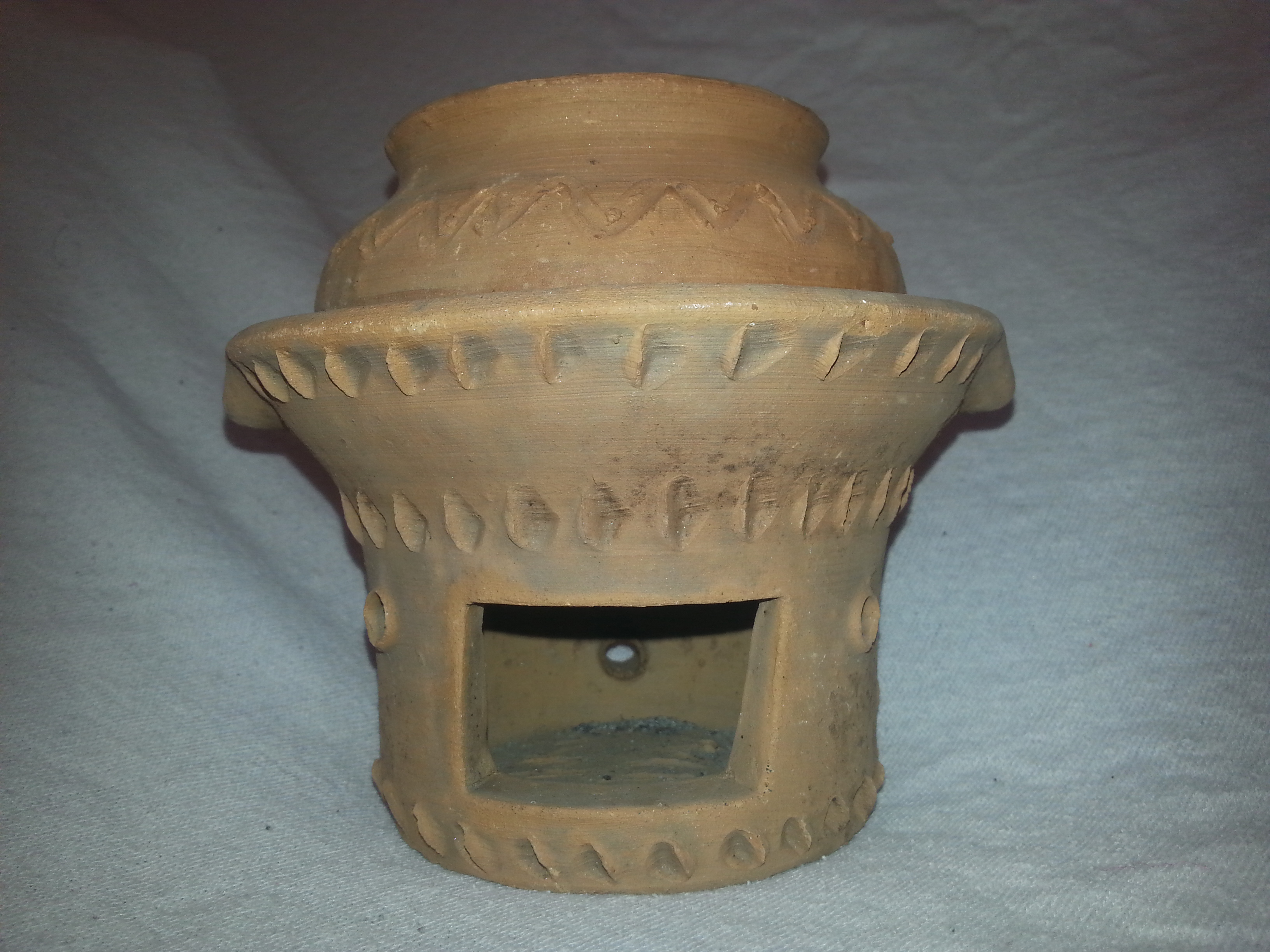
Iška Keramika
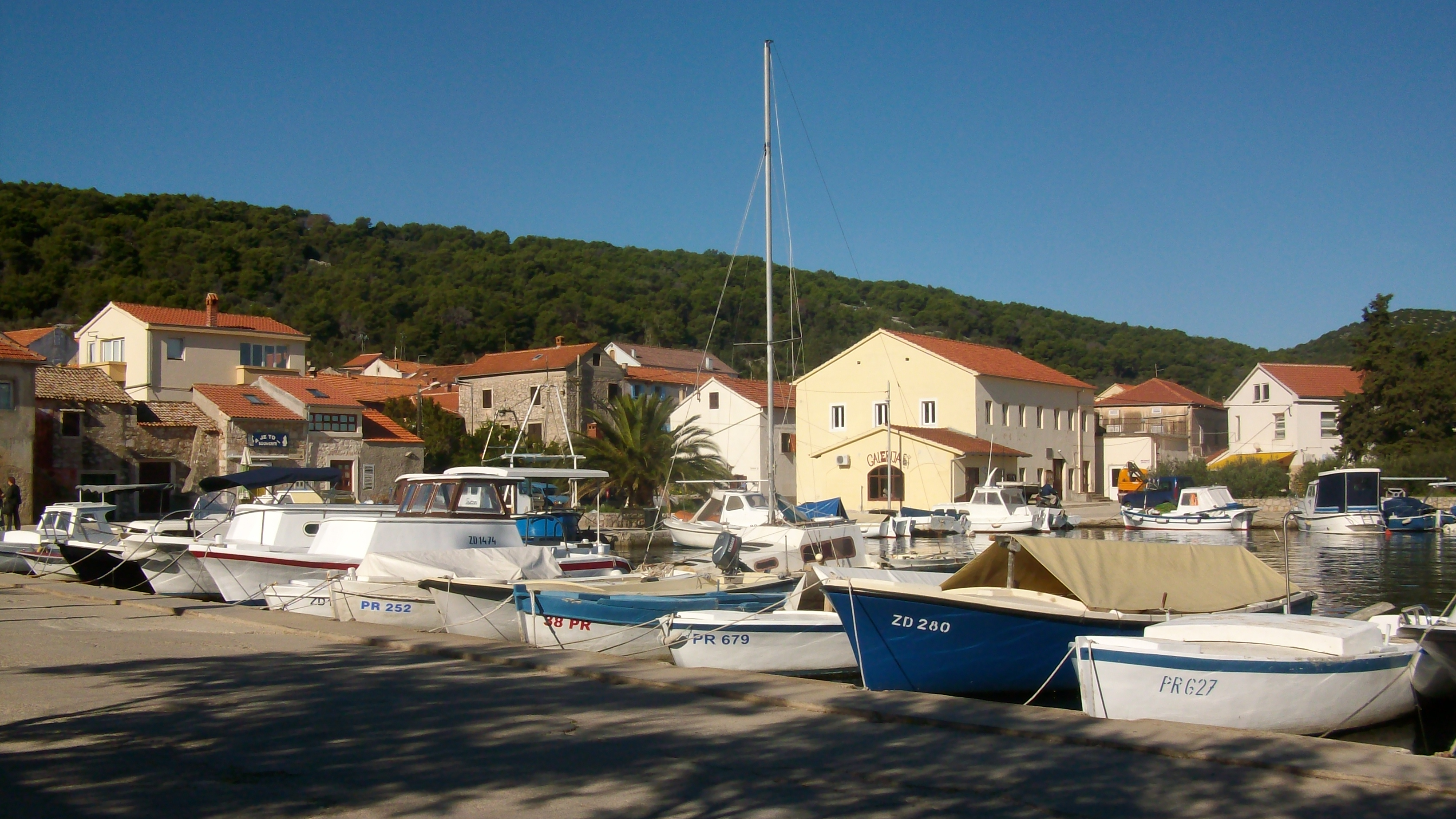
Im Hafen
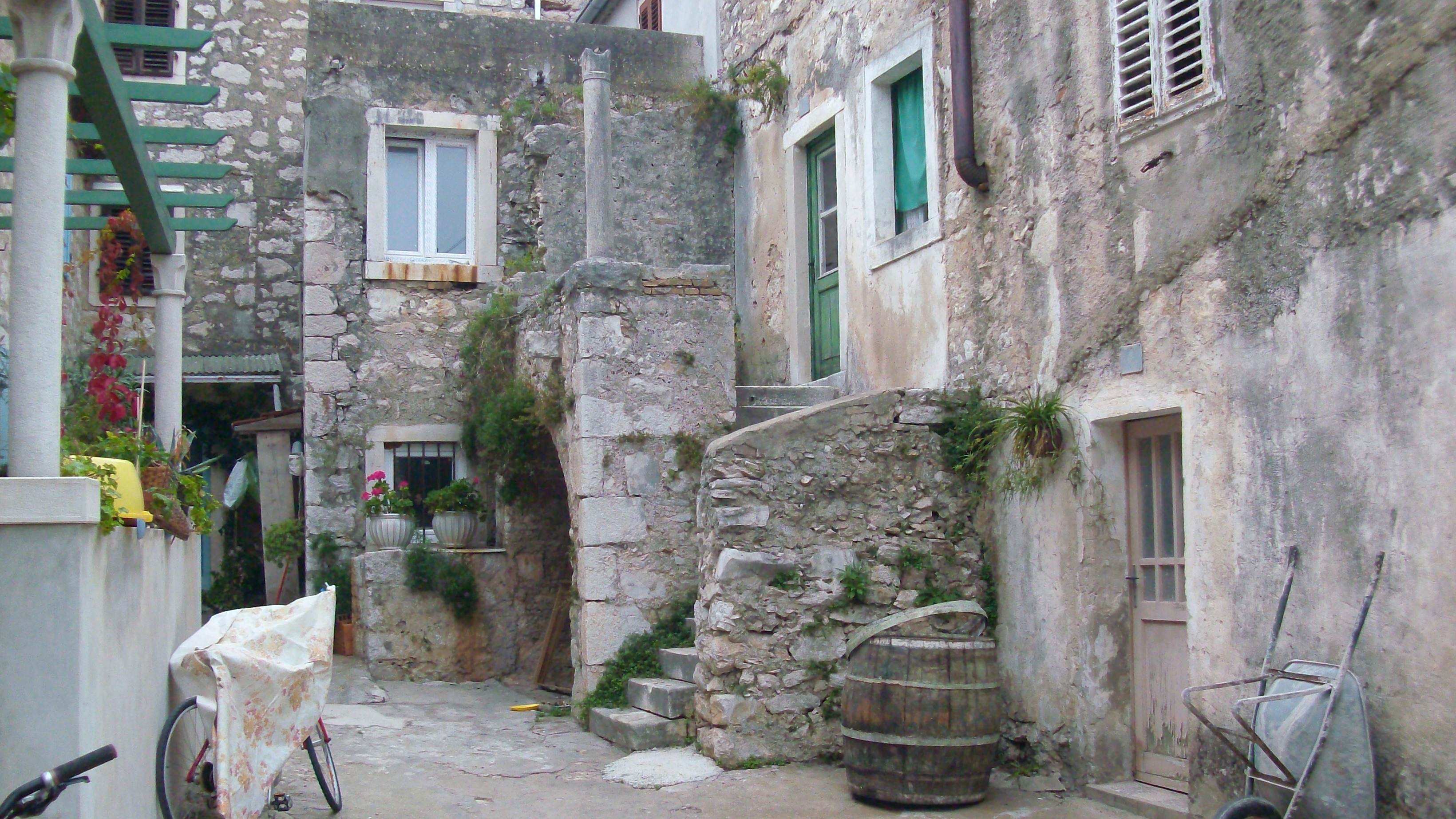
Alter Dorfteil
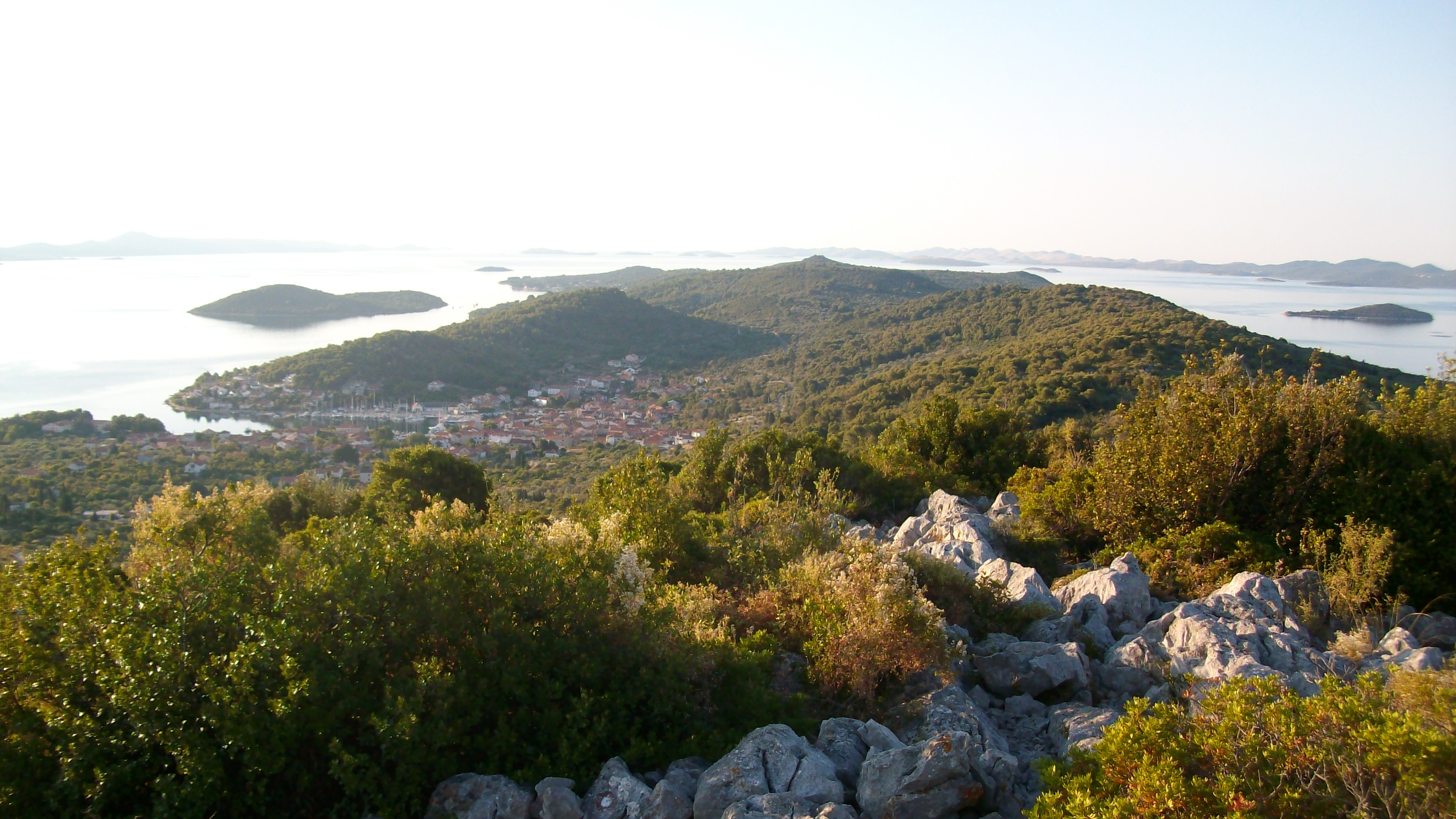
Blick vom Korinjak auf das Dorf
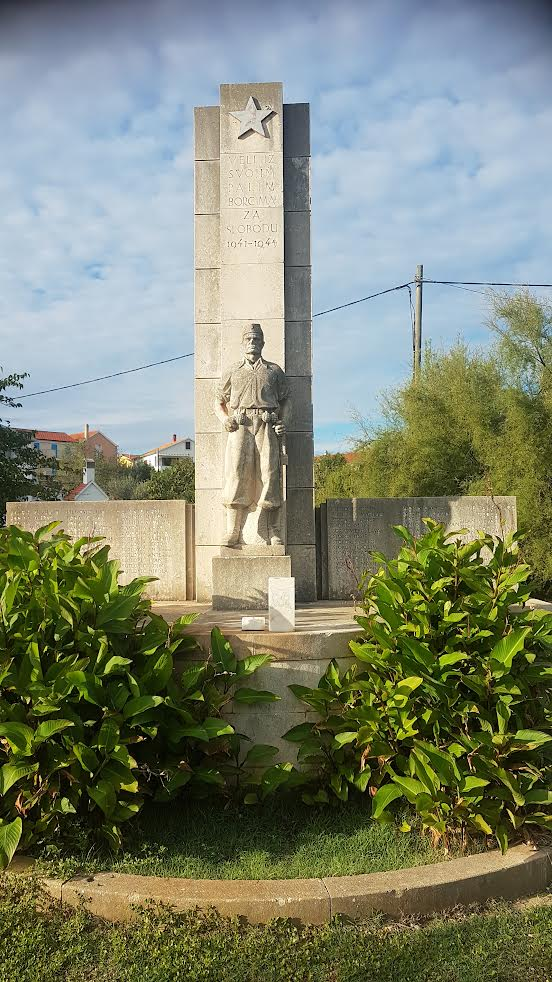
Denkmal im Dorf
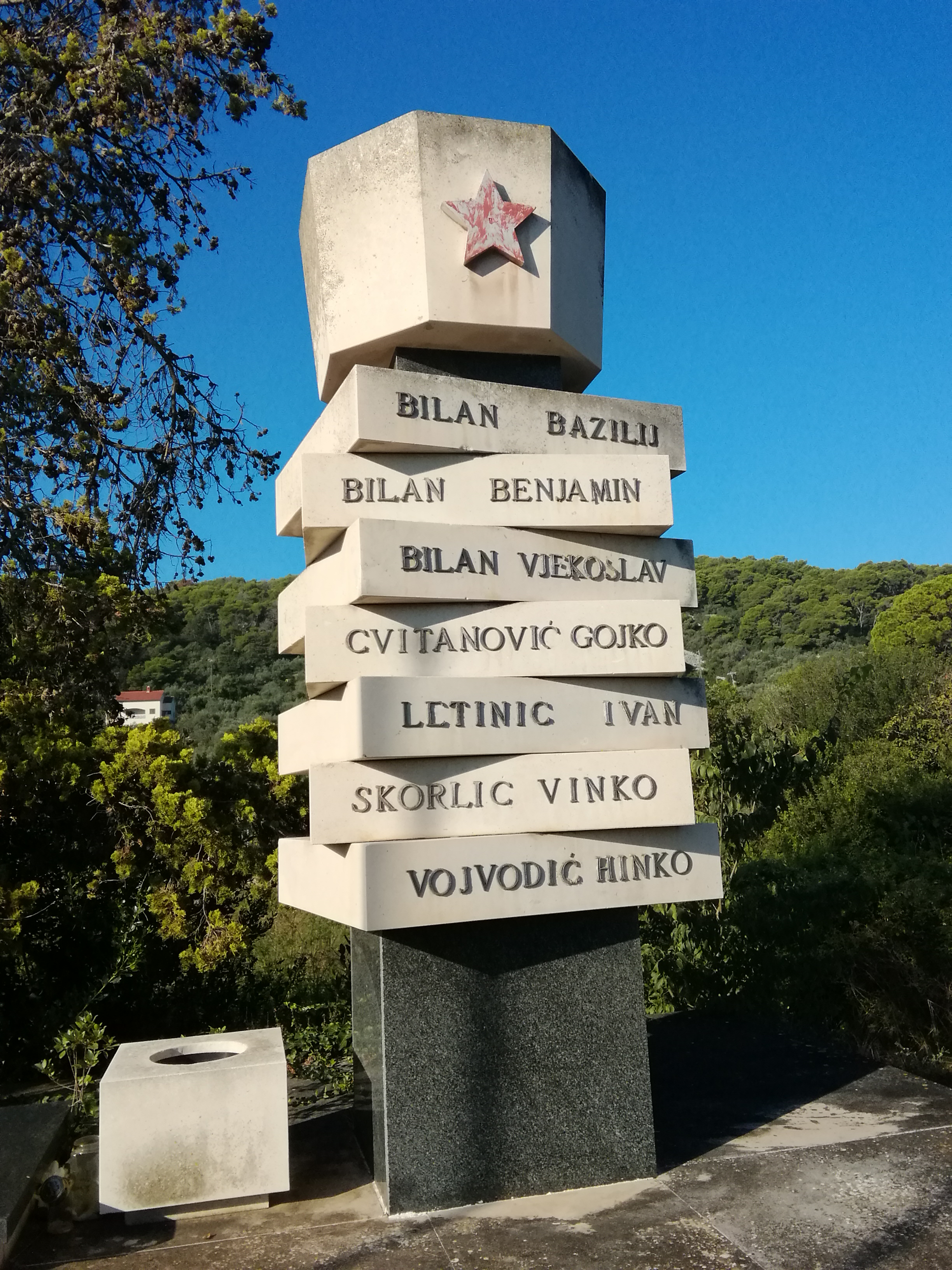
Denkmal beim Friedhof